# Himalcoelotes sherpa
Himalcoelotes sherpa är en spindelart som först beskrevs av Brignoli 1976.  Himalcoelotes sherpa ingår i släktet Himalcoelotes och familjen mörkerspindlar.
Artens utbredningsområde är Nepal. Inga underarter finns listade i Catalogue of Life.